# Galatasaray Istanbul/Saison 1975/76
Die Saison 1975/76 von Galatasaray Istanbul war die 68. Saison in der Vereinsgeschichte und die 18. Saison in der türkischen Liga, der 1. Lig. Der Klub beendete die Saison auf dem 3. Platz. Die Türkiye Kupası gewann Galatasaray zum sechsten Mal und die erste Teilnahme im UEFA-Pokal endete in der 2. Runde.

## Personalien

### Kader
| Nat.       | Name             | Geburtsdatum  | im Verein seit | vorheriger Verein     |
| Torhüter   | Torhüter         | Torhüter      | Torhüter       | Torhüter              |
| ---------- | ---------------- | ------------- | -------------- | --------------------- |
| Turkei     | Nihat Akbay      | 1. Jan. 1945  | 1968           | Beykozspor            |
| Turkei     | Yasin Özdenak    | 11. Okt. 1948 | 1967           | Istanbulspor          |
| Turkei     | Yılmaz Pamuk     | 1. Jan. 1956  | 1975           | n. a.                 |
| Abwehr     |                  |               |                |                       |
| Turkei     | Mehmet Aktan     | 1. Jan. 1946  | 1975           | n. a.                 |
| Turkei     | Müfit Erkasap    | 11. Juni 1957 | 1974           | eigene Jugend         |
| Turkei     | Ekrem Günalp     | 1. Jan. 1947  | 1969           | Gençlerbirliği Ankara |
| Turkei     | Tarık Küpoğlu    | 1. Jan. 1948  | 1971           | Sarıyer SK            |
| Turkei     | Arif Kuşdoğan    | 1. Jan. 1956  | 1972           | eigene Jugend         |
| Turkei     | İsmail Tartan    | 1. Jan. 1947  | 1975           | Bursaspor             |
| Turkei     | Güngör Tekin     | 4. Jan. 1953  | 1975           | PTT                   |
| Turkei     | Tuncay Temeller  | 1. Jan. 1948  | 1970           | PTT                   |
| Turkei     | Fatih Terim      | 4. Sep. 1953  | 1974           | Adana Demirspor       |
| Turkei     | Enver Ürekli     | 1. Jan. 1946  | 1973           | PTT                   |
| Turkei     | Ali Yavaş        | 1. Jan. 1950  | 1974           | Altay Izmir           |
| Mittelfeld |                  |               |                |                       |
| Turkei     | Mustafa Ergücü   | 15. Jan. 1955 | 1973           | Izmirspor             |
| Turkei     | Aydın Güleş      | 1. Jan. 1944  | 1970           | PTT                   |
| Turkei     | Mehmet Oğuz      | 3. Mai 1949   | 1967           | Kadırga SK            |
| Turkei     | Bülent Şahinkaya | 1. Jan. 1948  | 1975           | Trabzonspor           |
| Turkei     | Engin Tuncer     | 9. Okt. 1950  | 1975           | n. a.                 |
| Turkei     | Bülent Ünder     | 16. Apr. 1949 | 1969           | eigene Jugend         |
| Angriff    |                  |               |                |                       |
| Turkei     | Zafer Dinçer     | 1. Jan. 1956  | 1975           | Ödemişspor            |
| Turkei     | Serdar Gücüyener | 20. Jan. 1954 | 1975           | Sarıyer SK            |
| Turkei     | Fevzi Kezan      | 14. Feb. 1952 | 1975           | İskenderunspor        |
| Turkei     | Metin Kurt       | 15. März 1948 | 1970           | PTT                   |
| Turkei     | Gökmen Özdenak   | 22. Juni 1947 | 1967           | Istanbulspor          |
| Turkei     | Mehmet Özgül     | 1. Jan. 1950  | 1972           | Sirkeci SK            |
| Turkei     | Şevki Şenlen     | 22. Juli 1949 | 1973           | Eskişehirspor         |

#### Transfers
| Zugänge | Abgänge |
| --- | --- |
| - Mehmet Aktan (n. a.) - Zafer Dinçer (Ödemişspor) - Serdar Gücüyener (Sarıyer SK) - Fevzi Kezan (İskenderunspor) - Yılmaz Pamuk (n. a.) - Bülent Şahinkaya (Trabzonspor) - İsmail Tartan (Bursaspor) - Güngör Tekin (Giresunspor) - Engin Tuncer (n. a.) | - Murat İnan (Giresunspor) - Tahir Karacan (n. a.) - Furkan Ölçer (n. a.) - Muzaffer Sipahi (Karriere beendet) - Cüneyt Tanman (Giresunspor) - Engin Verel (Fenerbahçe Istanbul) - Yılmaz Yavman (n. a.) |

## Spielkleidung
| Heim | Auswärts | Ausweich |

## Saison
Alle Ergebnisse aus Sicht von Galatasaray Istanbul.
Die Tabelle listet alle 1.-Lig-Spiele des Vereins der Saison 1975/76 auf. Siege sind grün, Unentschieden gelb und Niederlagen rot markiert.

### 1. Lig
| ST | Datum              | Gegner              | Ort                      | Ergebnis  | Tor(e) für Galatasaray Istanbul                                   | Karte(n) für Galatasaray Istanbul                     |
| -- | ------------------ | ------------------- | ------------------------ | --------- | ----------------------------------------------------------------- | ----------------------------------------------------- |
| 01 | 7. September 1975  | Trabzonspor         | İnönü Stadı, Istanbul    | 1:2 (0:1) | 1:1 Özdenak (53.)                                                 | Yavaş (25.)                                           |
| 02 | 13. September 1975 | MKE Ankaragücü      | Inönü Stadı, Istanbul    | 3:1 (0:1) | 1:1 Oğuz (78.), 2:1 Şenlen (85.), 3:1 Özgül (86.)                 | Terim (61.)                                           |
| 03 | 21. September 1975 | Orduspor            | 19 Eylül Stadı, Ordu     | 1:1 (0:1) | 1:1 Şenlen (72.)                                                  | Özdenak (39.)                                         |
| 04 | 27. September 1975 | Altay Izmir         | Inönü Stadı, Istanbul    | 1:1 (0:0) | 1:1 Özdenak (71.)                                                 | Terim (52.)                                           |
| 05 | 5. Oktober 1975    | Zonguldakspor       | Şehir Stadı, Zonguldak   | 0:0       | keine                                                             | keine                                                 |
| 06 | 18. Oktober 1975   | Boluspor            | Inönü Stadı, Istanbul    | 0:0       | keine                                                             | Özgül (35.)                                           |
| 07 | 1. November 1975   | Adanaspor           | Şehir Stadı, Adana       | 0:0       | keine                                                             | Yavaş (83.)                                           |
| 08 | 9. November 1975   | Beşiktaş Istanbul   | Inönü Stadı, Istanbul    | 1:0 (0:0) | 1:0 Isıgöllü (52. Eigentor)                                       | Temeller (74.)                                        |
| 09 | 16. November 1975  | Balıkesirspor       | Atatürk Stadı, Balıkesir | 0:1 (0:1) | keine                                                             | Oğuz (43.)                                            |
| 10 | 30. November 1975  | Eskişehirspor       | Atatürk Stadı, Eskişehir | 1:1 (1:0) | 1:0 Şenlen (16.)                                                  | Şenlen (71.)                                          |
| 11 | 7. Dezember 1975   | Adana Demirspor     | Inönü Stadı, Istanbul    | 3:0 (0:0) | 1:0 Temeller (54. Elfmeter), 2:0 Terim (64.), 3:0 Şenlen (72.)    | Özdenak (69.), Tekin (78.), Şenlen (71.)              |
| 12 | 14. Dezember 1975  | Fenerbahçe Istanbul | Inönü Stadı, Istanbul    | 3:1 (1:1) | 1:1 Özdenak (32.), 2:1 Terim (71.), 3:1 Şenlen (80.)              | Temeller (56.)                                        |
| 13 | 28. Dezember 1975  | Bursaspor           | Inönü Stadı, Istanbul    | 1:1 (1:1) | 1:0 Şenlen (43.)                                                  | Özdenak (74.)                                         |
| 14 | 4. Januar 1976     | Giresunspor         | Şehir Stadı, Giresun     | 1:1 (0:0) | 1:0 Şenlen (67.)                                                  | Şenlen (88.)                                          |
| 15 | 10. Januar 1976    | Göztepe Izmir       | Inönü Stadı, Istanbul    | 1:0 (1:0) | 1:0 Kurt (6.)                                                     | keine                                                 |
| 16 | 15. Februar 1976   | Trabzonspor         | Şehir Stadı, Trabzon     | 0:1 (0:0) | keine                                                             | Şenlen (4.), Günalp (47.)                             |
| 17 | 22. Februar 1976   | MKE Ankaragücü      | 19 Mayıs Stadı, Ankara   | 4:2 (2:2) | 1:0 Özgül (7.), 2:0 Özgül (14.), 3:2 Kurt (76.), 4:2 Şenlen (81.) | Y. Özdenak (43.) Yavaş (75.); Ünder (41.), Oğuz (85.) |
| 18 | 28. Februar 1976   | Orduspor            | Inönü Stadı, Istanbul    | 0:0       | keine                                                             | Özdenak (68.), Şenlen (83.)                           |
| 19 | 7. März 1976       | Altay Izmir         | Atatürk Stadı, Izmir     | 3:1 (1:1) | 1:0 Özdenak (13.), 2:1 Kurt (56.), 3:1 Özdenak (62.)              | Temeller (78.)                                        |
| 20 | 14. März 1976      | Zonguldakspor       | Inönü Stadı, Istanbul    | 2:0 (2:0) | 1:0 Özgül (18.), 2:0 Kurt (23.)                                   | keine                                                 |
| 21 | 21. März 1976      | Boluspor            | Şehir Stadı, Bolu        | 1:0 (0:0) | 1:0 Oğuz (78.)                                                    | Şenlen (25.)                                          |
| 22 | 27. März 1976      | Adanaspor           | Inönü Stadı, Istanbul    | 2:1 (1:1) | 1:0 Özdenak (42.), 2:1 Özdenak (55.)                              | keine                                                 |
| 23 | 4. April 1976      | Beşiktaş Istanbul   | Inönü Stadı, Istanbul    | 1:1 (0:0) | 1:1 Kurt (80.)                                                    | Özdenak (17.)                                         |
| 24 | 11. April 1976     | Balıkesirspor       | Inönü Stadı, Istanbul    | 2:0 (1:0) | 1:0 Özgül (29.), 2:0 Terim (59. Elfmeter)                         | Şenlen (52.)                                          |
| 25 | 17. April 1976     | Eskişehirspor       | Inönü Stadı, Istanbul    | 1:1 (0:0) | 1:1 Şenlen (72.)                                                  | Özgül (60.)                                           |
| 26 | 25. April 1976     | Adana Demirspor     | Şehir Stadı, Adana       | 0:0       | keine                                                             | Şenlen (62.)                                          |
| 27 | 9. Mai 1976        | Fenerbahçe Istanbul | Inönü Stadı, Istanbul    | 1:0 (0:0) | 1:0 Şenlen (73.)                                                  | Özdenak (44.)                                         |
| 28 | 16. Mai 1976       | Bursaspor           | Atatürk Stadı, Bursa     | 1:1 (1:0) | 1:0 Ünder (17.)                                                   | keine                                                 |
| 29 | 23. Mai 1976       | Giresunspor         | Inönü Stadı, Istanbul    | 1:3 (1:2) | 1:0 Şenlen (7.)                                                   | Ünder (61.), Şenlen (78.); Özdenak (44.)              |
| 30 | 30. Mai 1976       | Göztepe Izmir       | Atatürk Stadı, Izmir     | 0:2 (0:2) | keine                                                             | keine                                                 |

### Türkiye Kupası
| Runde        | Datum             | Gegner              | Ort                      | Ergebnis  | Tor(e) für Galatasaray Istanbul                                                                                   | Karte(n) für Galatasaray Istanbul |
| ------------ | ----------------- | ------------------- | ------------------------ | --------- | --- | --------------------------------- |
| 3R-Hinspiel  | 24. Dezember 1975 | Eskişehir Demirspor | Atatürk Stadı, Eskişehir | 1:2 (0:2) | 1:2 Şenlen (59.)                                                                                                  | keine                             |
| 3R-Rückspiel | 7. Januar 1975    | Eskişehir Demirspor | Inönü Stadı, Istanbul    | 7:0 (2:0) | 1:0 Güleş (7.) 2:0 Kurt (11.) 3:0 Şenlen (56.) 4:0 Şenlen (62.) 5:0 Terim (75.) 6:0 Şenlen (78.) 7:0 Şenlen (84.) | keine                             |
| 4R-Hinspiel  | 18. Februar 1976  | Adanaspor           | Şehir Stadı, Adana       | 1:0 (0:0) | 1:0 Şenlen (57.)                                                                                                  | Özdenak (15.)                     |
| 4R-Rückspiel | 26. Februar 1976  | Adanaspor           | Inönü Stadı, Istanbul    | 2:0 (1:0) | 1:0 Şenlen (18.), 2:0 Yavaş                                                                                       | Özdenak (54.)                     |
| VF           | 10. März 1976     | Beşiktaş Istanbul   | Inönü Stadı, Istanbul    | 3:1 (1:1) | 1:1 Özdenak (40.), 2:1 Tuncer (48.), 3:1 Özgül (73.)                                                              | Şenlen (51.)                      |
| HF-Hinspiel  | 7. April 1976     | MKE Ankaragücü      | 19 Mayıs Stadı, Ankara   | 1:1 (1:0) | 1:0 Şenlen (7.)                                                                                                   | keine                             |
| HF-Rückspiel | 21. April 1976    | MKE Ankaragücü      | Inönü Stadı, Istanbul    | 1:0 (0:0) | 1:0 Özgül (71.)                                                                                                   | keine                             |

#### Finale

##### Hinspiel
| Paarung              | Trabzonspor – Galatasaray Istanbul |
| Ergebnis             | 1:0 (1:0) |
| Datum                | 12. Mai 1976 um 14:00 Uhr |
| Stadion              | Şehir Stadı, Trabzon |
| Schiedsrichter       | Ziya Türkdoğan |
| Tore                 | 1:0 Necmi Perekli (44.) |
| Trabzonspor          | Şenol Güneş – Turgay Semercioğlu, Necati Özçağlayan, Kadir Özcan, Ahmet Ceyhan – Engin Çınar (61. Bekir Barçın), Cemil Usta, Ali Yavuz – Ali Kemal Denizci, Hüseyin Tok, Necmi Perekli Cheftrainer: Ahmet Suat Özyazıcı |
| Galatasaray Istanbul | Nihat Akbay – Fatih Terim, Müfit Erkasap, Ali Yavaş, Güngör Tekin – Tuncay Temeller, Engin Tuncer, Bülent Ünder, Mehmet Özgül (63. Bülent Şahinkaya) – Şevki Şenlen, Gökmen Özdenak Cheftrainer: Fethi Demircan         |
| Gelbe Karten         | Necmi Perekli – Şevki Şenlen |

##### Rückspiel
| Paarung              | Galatasaray Istanbul – Trabzonspor |
| Ergebnis             | 1:0 n. V. (1:0, 0:0), 5:4 i. E. |
| Datum                | 26. Mai 1976 um 19:00 Uhr |
| Stadion              | Inönü Stadı, Istanbul |
| Schiedsrichter       | Orhan Cebe |
| Tore                 | 1:0 Bülent Ünder (49.) |
| Galatasaray Istanbul | Nihat Akbay – Müfit Erkasap (100. Arif Kuşdoğan), Ali Yavaş, Güngör Tekin, Fatih Terim – Bülent Şahinkaya, Bülent Ünder, Fevzi Kezan (79. Engin Tuncer) – Serdar Gücüyener, Mehmet Özgül, Şevki Şenlen Cheftrainer: Fethi Demircan       |
| Trabzonspor          | Şenol Güneş – Cemil Usta, Necati Özçağlayan, Kadir Özcan (9. Şener Çınar), Ahmet Ceyhan – Turgay Semercioğlu, Ali Yavuz, Tuncay Mesçi (91. Engin Çınar) – Necmi Perekli, Ali Kemal Denizci, Hüseyin Tok Cheftrainer: Ahmet Suat Özyazıcı |
| Gelbe Karten         | keine – Hüseyin Tok |

### UEFA-Pokal
| Runde        | Datum              | Gegner         | Ort                             | Ergebnis  | Tor(e) für Galatasaray Istanbul                        | Karte(n) für Galatasaray Istanbul                   |
| ------------ | ------------------ | -------------- | ------------------------------- | --------- | ------------------------------------------------------ | --------------------------------------------------- |
| 1R-Hinspiel  | 17. September 1975 | SK Rapid Wien  | Praterstadion, Wien             | 0:1 (0:0) | keine                                                  | Özdenak (51.), Kurt (70.), Ünder (75.); Ünder (89.) |
| 1R-Rückspiel | 1. Oktober 1975    | SK Rapid Wien  | Inönü Stadı, Istanbul           | 3:1 (1:0) | 1:0 Şenlen (36.), 2:0 Özdenak (56.), 3:1 Özdenak (87.) | keine                                               |
| 2R-Hinspiel  | 22. Oktober 1975   | Torpedo Moskau | Inönü Stadı, Istanbul           | 2:4 (0:2) | 1:2 Özgül (55.), 2:2 Şenlen (57.)                      | keine                                               |
| 2R-Rückspiel | 5. November 1975   | Torpedo Moskau | Eduard-Strelzow-Stadion, Moskau | 0:3 (0:1) | keine                                                  | keine                                               |

### Cumhurbaşkanlığı Kupası
| Trabzonspor (Meister)                                | Trabzonspor (Meister) | Galatasaray Istanbul (Pokalsieger) | Galatasaray Istanbul (Pokalsieger) |
| ---------------------------------------------------- | --- | --- | ---------------------------------- |
| Trabzonspor (Meister)                                | \| 9. Juni 1976 um 18:00 Uhr in Ankara (19 Mayıs Stadı) \| \| Ergebnis: 2:1 (2:1) \| \| Schiedsrichter: Ziya Türkdoğan \| \| Spielbericht \|                                                        | \| 9. Juni 1976 um 18:00 Uhr in Ankara (19 Mayıs Stadı) \| \| Ergebnis: 2:1 (2:1) \| \| Schiedsrichter: Ziya Türkdoğan \| \| Spielbericht \|                                                                                         | Galatasaray Istanbul (Pokalsieger) |
| Trabzonspor (Meister)                                | Şenol Güneş – Ahmet Ceyhan, Turgay Semercioğlu, Şener Çınar, Cemil Usta – Necati Özçağlayan, Tuncay Mesçi, Ali Yavuz – Ali Kemal Denizci, Hüseyin Tok, Engin Çınar Cheftrainer: Ahmet Suat Özyazıcı | Yasin Özdenak – Müfit Erkasap, Güngör Tekin, Ali Yavaş, Fatih Terim – Bülent Şahinkaya, Bülent Ünder, Şevki Şenlen, Serdar Gücüyener (80. Tuncay Temeller) – Fevzi Kezan (46. Mehmet Oğuz), Mehmet Özgül Cheftrainer: Fethi Demircan | Galatasaray Istanbul (Pokalsieger) |
| Trabzonspor (Meister)                                | 1:0 Hüseyin Tok (5.) 2:0 Hüseyin Tok (29.) | 2:1 Şevki Şenlen (35.) | Galatasaray Istanbul (Pokalsieger) |
| Trabzonspor (Meister)                                | Ali Kemal Denizci (33.) | | Galatasaray Istanbul (Pokalsieger) |
| 9. Juni 1976 um 18:00 Uhr in Ankara (19 Mayıs Stadı) | | |                                    |
| Ergebnis: 2:1 (2:1)                                  | | |                                    |
| Schiedsrichter: Ziya Türkdoğan                       | | |                                    |
| Spielbericht                                         | | |                                    |

### TSYD Kupası
| Datum           | Gegner              | Ort                   | Ergebnis  | Tor(e) für Galatasaray Istanbul                                                  | Karte(n) für Galatasaray Istanbul |
| --------------- | ------------------- | --------------------- | --------- | -------------------------------------------------------------------------------- | --------------------------------- |
| 6. August 1975  | Beşiktaş Istanbul   | Inönü Stadı, Istanbul | 5:1 (3:1) | 1:0 Özgül (7.) 2:0 Şenlen (15.) 3:0 Özgül (30.) 4:1 Kurt (74.) 5:1 Özdenak (85.) | keine                             |
| 9. August 1975  | Fenerbahçe Istanbul | Inönü Stadı, Istanbul | 1:3 (0:1) | 1:1 Özdenak (60.)                                                                | keine                             |
| 16. August 1975 | Trabzonspor         | Inönü Stadı, Istanbul | 1:2 (0:1) | 1:2 Terim (72.)                                                                  | Özdenak (89.)                     |

## Statistiken

### Teamstatistik
| Wettbewerb     | Punkte | daheim | daheim | daheim | daheim | daheim | auswärts | auswärts | auswärts | auswärts | auswärts | Gesamt | Gesamt | Gesamt | Gesamt | Gesamt | Tordifferenz |
| Wettbewerb     | Punkte | Sp     | G      | U      | N      | TV     | Sp       | G        | U        | N        | TV       | Sp     | G      | U      | N      | TV     | Tordifferenz |
| -------------- | ------ | ------ | ------ | ------ | ------ | ------ | -------- | -------- | -------- | -------- | -------- | ------ | ------ | ------ | ------ | ------ | ------------ |
| 1. Lig         | 37:23  | 15     | 8      | 5      | 2      | 20:10  | 15       | 4        | 8        | 3        | 16:14    | 30     | 12     | 13     | 5      | 36:24  | +12          |
| Türkiye Kupası | –      | 5      | 5      | 0      | 0      | 14:1   | 4        | 1        | 1        | 2        | 3:4      | 9      | 6      | 1      | 2      | 17:5   | +12          |
| UEFA-Pokal     | –      | 2      | 1      | 0      | 1      | 5:5    | 2        | 0        | 0        | 2        | 0:4      | 4      | 1      | 0      | 3      | 5:9    | −4           |
| Gesamt         | 37:23  | 22     | 14     | 5      | 3      | 39:16  | 21       | 5        | 9        | 7        | 19:22    | 43     | 19     | 14     | 10     | 58:38  | +20          |

### Saisonverlauf
| Spieltag | 1  | 2 | 3 | 4 | 5 | 6 | 7 | 8 | 9 | 10 | 11 | 12 | 13 | 14 | 15 | 16 | 17 | 18 | 19 | 20 | 21 | 22 | 23 | 24 | 25 | 26 | 27 | 28 | 29 | 30 |
| -------- | -- | - | - | - | - | - | - | - | - | -- | -- | -- | -- | -- | -- | -- | -- | -- | -- | -- | -- | -- | -- | -- | -- | -- | -- | -- | -- | -- |
| Spielort | H  | H | A | H | A | H | A | H | A | A  | H  | A  | H  | A  | H  | A  | A  | H  | A  | H  | A  | H  | A  | H  | H  | A  | H  | A  | H  | A  |
| Resultat | N  | S | U | U | U | U | U | S | N | U  | S  | S  | U  | U  | S  | N  | S  | U  | S  | S  | S  | S  | U  | S  | U  | U  | S  | U  | N  | N  |
| Platz    | 12 | 8 | 9 | 7 | 7 | 7 | 7 | 4 | 6 | 8  | 5  | 4  | 4  | 5  | 4  | 6  | 5  | 5  | 4  | 4  | 4  | 3  | 3  | 3  | 3  | 3  | 3  | 3  | 3  | 3  |

Quelle: https://www.weltfussball.de/spielplan/tur-sueperlig-1975-1976
Legende: Spielort: H = Heim; A = Auswärts. Resultat: S = Sieg; U = Unentschieden; N = Niederlage

### Spielerstatistiken
| Spieler          | 1. Lig   | 1. Lig | 1. Lig      | 1. Lig     | nationale Pokalwettbewerbe | nationale Pokalwettbewerbe | nationale Pokalwettbewerbe | nationale Pokalwettbewerbe | UEFA-Pokal | UEFA-Pokal | UEFA-Pokal  | UEFA-Pokal | Total    | Total | Total       | Total      |
| Spieler          | Einsätze | Tore   | Gelbe Karte | Rote Karte | Einsätze                   | Tore                       | Gelbe Karte                | Rote Karte                 | Einsätze   | Tore       | Gelbe Karte | Rote Karte | Einsätze | Tore  | Gelbe Karte | Rote Karte |
| ---------------- | -------- | ------ | ----------- | ---------- | -------------------------- | -------------------------- | -------------------------- | -------------------------- | ---------- | ---------- | ----------- | ---------- | -------- | ----- | ----------- | ---------- |
| Nihat Akbay      | 13       | 0      | 0           | 0          | 4                          | 0                          | 0                          | 0                          | 2          | 0          | 0           | 0          | 19       | 0     | 0           | 0          |
| Mehmet Aktan     | 0        | 0      | 0           | 0          | 1                          | 0                          | 0                          | 0                          | 0          | 0          | 0           | 0          | 1        | 0     | 0           | 0          |
| Zafer Dinçer     | 5        | 0      | 0           | 0          | 3                          | 0                          | 0                          | 0                          | 0          | 0          | 0           | 0          | 8        | 0     | 0           | 0          |
| Mustafa Ergücü   | 13       | 0      | 0           | 0          | 4                          | 0                          | 0                          | 0                          | 3          | 0          | 0           | 0          | 20       | 0     | 0           | 0          |
| Müfit Erkasap    | 5        | 0      | 0           | 0          | 3                          | 0                          | 0                          | 0                          | 0          | 0          | 0           | 0          | 8        | 0     | 0           | 0          |
| Serdar Gücüyener | 2        | 0      | 0           | 0          | 3                          | 0                          | 0                          | 0                          | 0          | 0          | 0           | 0          | 5        | 0     | 0           | 0          |
| Aydın Güleş      | 16       | 0      | 0           | 0          | 4                          | 0                          | 0                          | 0                          | 4          | 0          | 0           | 0          | 24       | 0     | 0           | 0          |
| Ekrem Günalp     | 13       | 0      | 1           | 0          | 9                          | 0                          | 0                          | 0                          | 0          | 0          | 0           | 0          | 22       | 0     | 1           | 0          |
| Fevzi Kezan      | 3        | 0      | 0           | 0          | 3                          | 0                          | 0                          | 0                          | 0          | 0          | 0           | 0          | 6        | 0     | 0           | 0          |
| Tarık Küpoğlu    | 2        | 0      | 0           | 0          | 3                          | 0                          | 0                          | 0                          | 4          | 0          | 0           | 0          | 9        | 0     | 0           | 0          |
| Metin Kurt       | 26       | 5      | 0           | 0          | 9                          | 2                          | 0                          | 0                          | 4          | 0          | 0           | 0          | 39       | 7     | 0           | 0          |
| Arif Kuşdoğan    | 8        | 0      | 0           | 0          | 2                          | 0                          | 0                          | 0                          | 0          | 0          | 0           | 0          | 10       | 0     | 0           | 0          |
| Mehmet Oğuz      | 24       | 2      | 1           | 1          | 7                          | 0                          | 0                          | 0                          | 2          | 0          | 0           | 0          | 33       | 2     | 1           | 1          |
| Gökmen Özdenak   | 24       | 7      | 4           | 3          | 8                          | 3                          | 3                          | 1                          | 4          | 2          | 0           | 0          | 36       | 12    | 7           | 4          |
| Yasin Özdenak    | 17       | 0      | 1           | 0          | 9                          | 0                          | 0                          | 0                          | 2          | 0          | 0           | 0          | 28       | 0     | 1           | 0          |
| Mehmet Özgül     | 24       | 5      | 2           | 0          | 13                         | 4                          | 0                          | 0                          | 4          | 1          | 0           | 0          | 41       | 10    | 2           | 0          |
| Yılmaz Pamuk     | 1        | 0      | 0           | 0          | 0                          | 0                          | 0                          | 0                          | 0          | 0          | 0           | 0          | 1        | 0     | 0           | 0          |
| Bülent Şahinkaya | 2        | 0      | 0           | 0          | 3                          | 0                          | 0                          | 0                          | 0          | 0          | 0           | 0          | 5        | 0     | 0           | 0          |
| Şevki Şenlen     | 27       | 11     | 9           | 0          | 13                         | 10                         | 2                          | 0                          | 4          | 2          | 0           | 0          | 44       | 23    | 11          | 0          |
| İsmail Tartan    | 0        | 0      | 0           | 0          | 1                          | 0                          | 0                          | 0                          | 0          | 0          | 0           | 0          | 1        | 0     | 0           | 0          |
| Güngör Tekin     | 21       | 0      | 1           | 0          | 7                          | 0                          | 0                          | 0                          | 0          | 0          | 0           | 0          | 28       | 0     | 1           | 0          |
| Tuncay Temeller  | 21       | 1      | 3           | 0          | 9                          | 0                          | 0                          | 0                          | 2          | 0          | 0           | 0          | 32       | 1     | 3           | 0          |
| Fatih Terim      | 30       | 3      | 2           | 0          | 12                         | 2                          | 0                          | 0                          | 4          | 0          | 0           | 0          | 46       | 5     | 2           | 0          |
| Engin Tuncer     | 19       | 0      | 0           | 0          | 12                         | 1                          | 0                          | 0                          | 3          | 0          | 0           | 0          | 34       | 1     | 0           | 0          |
| Bülent Ünder     | 18       | 1      | 1           | 1          | 9                          | 1                          | 0                          | 0                          | 1          | 0          | 0           | 0          | 28       | 2     | 1           | 1          |
| Enver Ürekli     | 10       | 0      | 0           | 0          | 5                          | 0                          | 0                          | 0                          | 4          | 0          | 0           | 0          | 19       | 0     | 0           | 0          |
| Ali Yavaş        | 23       | 0      | 3           | 0          | 8                          | 1                          | 0                          | 0                          | 4          | 0          | 0           | 0          | 35       | 1     | 3           | 0          |